# USA:s Grand Prix 1991

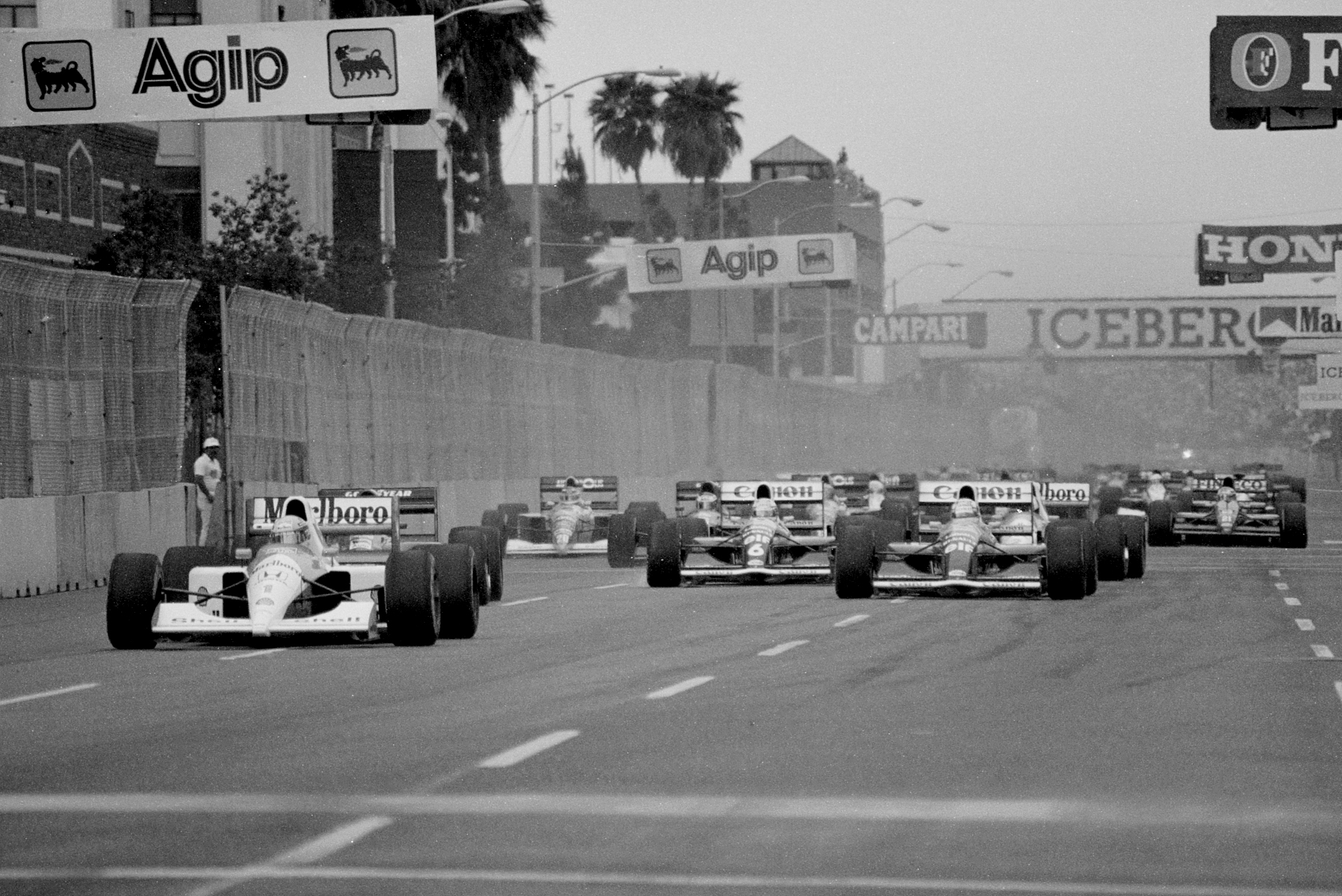
Starten i USA:s Grand Prix 1991.

USA:s Grand Prix 1991 var det första av 16 lopp ingående i formel 1-VM 1991.

## Resultat
1. Ayrton Senna, McLaren-Honda, 10 poäng
2. Alain Prost, Ferrari, 6
3. Nelson Piquet, Benetton-Ford, 4
4. Stefano Modena, Tyrrell-Honda, 3
5. Satoru Nakajima, Tyrrell-Honda, 2
6. Aguri Suzuki, Larrousse (Lola-Ford), 1
7. Nicola Larini, Lambo-Lamborghini
8. Gabriele Tarquini, AGS-Ford
9. Pierluigi Martini, Minardi-Ferrari (varv 75, motor)
10. Bertrand Gachot, Jordan-Ford (75, motor)
11. Martin Brundle, Brabham-Yamaha
12. Jean Alesi, Ferrari (72, växellåda)

### Förare som bröt loppet
- Mika Häkkinen, Lotus-Judd (varv 59, motor)
- Riccardo Patrese, Williams-Renault (49, växellåda)
- Roberto Moreno, Benetton-Ford (49, kollision)
- Michele Alboreto, Footwork-Porsche (41, motor)
- Ivan Capelli, Leyton House-Ilmor (40, växellåda)
- Thierry Boutsen, Ligier-Lamborghini (40, motor)
- Gerhard Berger, McLaren-Honda (36, bränslepump)
- Nigel Mansell, Williams-Renault (35, växellåda)
- Mauricio Gugelmin, Leyton House-Ilmor (34, växellåda)
- Mark Blundell, Brabham-Yamaha (32, snurrade av)
- Emanuele Pirro, BMS Scuderia Italia (Dallara-Judd) (16, växellåda)
- Gianni Morbidelli, Minardi-Ferrari (15, växellåda)
- JJ Lehto, BMS Scuderia Italia (Dallara-Judd) (12, växellåda)
- Éric Bernard, Larrousse (Lola-Ford) (4, motor)

### Förare som ej kvalificerade sig
- Alex Caffi, Footwork-Porsche
- Stefan "Lill-Lövis" Johansson, AGS-Ford
- Érik Comas, Ligier-Lamborghini
- Julian Bailey, Lotus-Judd

### Förare som ej förkvalificerade sig
- Andrea de Cesaris, Jordan-Ford
- Pedro Matos Chaves, Coloni-Ford
- Olivier Grouillard, Fondmetal-Ford
- Eric van de Poele, Lambo-Lamborghini